# Sancoins
Sancoins est une commune française située dans le département du Cher, en région Centre-Val de Loire.
Ses habitants se nomment les Sancoinnais(es).

## Géographie

### Climat
Pour des articles plus généraux, voir Climat du Centre-Val de Loire et Climat du Cher.
En 2010, le climat de la commune est de type climat océanique dégradé des plaines du Centre et du Nord, selon une étude du CNRS s'appuyant sur une série de données couvrant la période 1971-2000. En 2020, Météo-France publie une typologie des climats de la France métropolitaine dans laquelle la commune est exposée à un climat océanique altéré et est dans la région climatique  Centre et contreforts nord du Massif Central, caractérisée par un air sec en été et un bon ensoleillement.
Pour la période 1971-2000, la température annuelle moyenne est de 10,9 °C, avec une amplitude thermique annuelle de 15,8 °C. Le cumul annuel moyen de précipitations est de 780 mm, avec 11,7 jours de précipitations en janvier et 7,3 jours en juillet. Pour la période 1991-2020, la température moyenne annuelle observée sur la station météorologique installée sur la commune est de 11,7 °C et le cumul annuel moyen de précipitations est de 800,9 mm,. Pour l'avenir, les paramètres climatiques de la commune estimés pour 2050 selon différents scénarios d'émission de gaz à effet de serre sont consultables sur un site dédié publié par Météo-France en novembre 2022.
| Mois                                  | jan.             | fév.            | mars            | avril           | mai             | juin           | jui.           | août           | sep.            | oct.            | nov.             | déc.             | année      |
| ------------------------------------- | ---------------- | --------------- | --------------- | --------------- | --------------- | -------------- | -------------- | -------------- | --------------- | --------------- | ---------------- | ---------------- | ---------- |
| Température minimale moyenne (°C)     | 0,4              | 0               | 2               | 4,2             | 8,1             | 11,5           | 13,2           | 12,8           | 9,1             | 6,9             | 3,2              | 0,9              | 6          |
| Température moyenne (°C)              | 3,9              | 4,6             | 7,8             | 10,7            | 14,6            | 18,2           | 20,3           | 20,2           | 16              | 12,2            | 7,4              | 4,4              | 11,7       |
| Température maximale moyenne (°C)     | 7,4              | 9,1             | 13,7            | 17,2            | 21,1            | 24,9           | 27,5           | 27,6           | 22,9            | 17,6            | 11,5             | 7,9              | 17,4       |
| Record de froid (°C) date du record   | −22,4 16.01.1985 | −20 15.02.1956  | −13 01.03.05    | −7,8 08.04.03   | −4,8 07.05.1957 | 0,2 07.06.1968 | 3,8 01.07.1975 | 1,5 29.08.1998 | −1,2 20.09.1962 | −9,8 31.10.1997 | −11,2 24.11.1998 | −14,8 23.12.1963 | −22,4 1985 |
| Record de chaleur (°C) date du record | 19 30.01.02      | 23,6 28.02.1960 | 29,6 25.03.1955 | 31,6 16.04.1949 | 34 25.05.1953   | 40 27.06.11    | 41,6 24.07.19  | 42,5 11.08.03  | 36,8 07.09.23   | 32,1 02.10.23   | 25 07.11.15      | 19,8 16.12.1989  | 42,5 2003  |
| Précipitations (mm)                   | 62,6             | 55,1            | 54              | 66,8            | 79,7            | 61             | 60,8           | 65,6           | 65,6            | 76,9            | 77,8             | 75               | 800,9      |

## Urbanisme

### Typologie
Au 1er janvier 2024, Sancoins est catégorisée bourg rural, selon la nouvelle grille communale de densité à 7 niveaux définie par l'Insee en 2022.
Elle appartient à l'unité urbaine de Sancoins, une unité urbaine monocommunale constituant une ville isolée,. La commune est en outre hors attraction des villes,.

### Occupation des sols
L'occupation des sols de la commune, telle qu'elle ressort de la base de données européenne d’occupation biophysique des sols Corine Land Cover (CLC), est marquée par l'importance des territoires agricoles (85,5 % en 2018), une proportion sensiblement équivalente à celle de 1990 (85,3 %). La répartition détaillée en 2018 est la suivante :
prairies (61,5 %), terres arables (17 %), forêts (7,4 %), zones agricoles hétérogènes (7 %), zones urbanisées (4,2 %), eaux continentales (1,5 %), zones industrielles ou commerciales et réseaux de communication (0,9 %), zones humides intérieures (0,7 %).
L'évolution de l’occupation des sols de la commune et de ses infrastructures peut être observée sur les différentes représentations cartographiques du territoire : la carte de Cassini (XVIIIe siècle), la carte d'état-major (1820-1866) et les cartes ou photos aériennes de l'IGN pour la période actuelle (1950 à aujourd'hui).

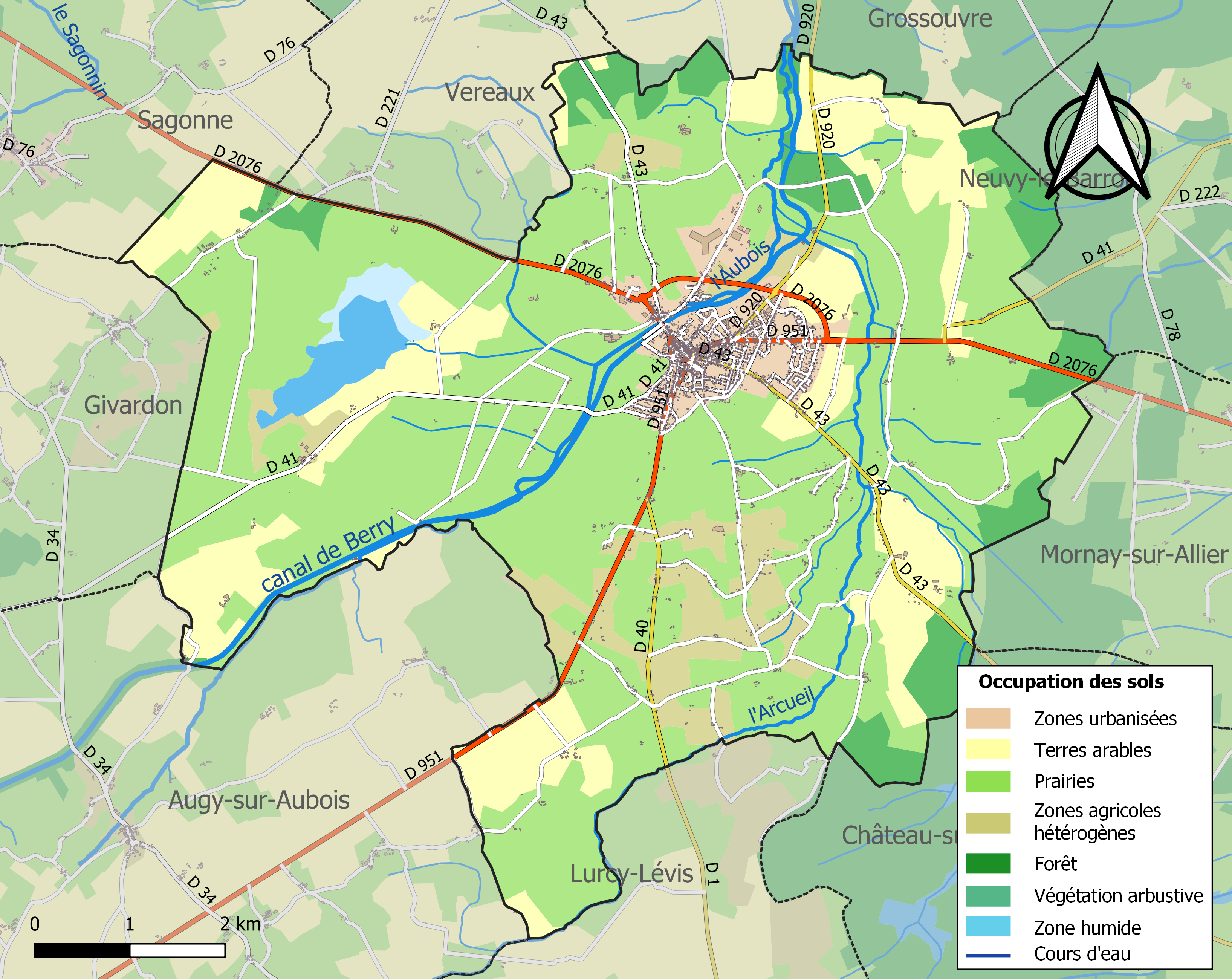
Carte des infrastructures et de l'occupation des sols de la commune en 2018 (CLC).

### Habitat et logement
En 2018, le nombre total de logements dans la commune était de 1 949, alors qu'il était de 1 937 en 2013 et de 1 863 en 2008.
Parmi ces logements, 78,3 % étaient des résidences principales, 5,5 % des résidences secondaires et 16,1 % des logements vacants. Ces logements étaient pour 90,6 % d'entre eux des maisons individuelles et pour 8,7 % des appartements.
Le tableau ci-dessous présente la typologie des logements à Sancoins en 2018 en comparaison avec celle du Cher et de la France entière. Une caractéristique marquante du parc de logements est ainsi une proportion de résidences secondaires et logements occasionnels (5,5 %) inférieure à celle du département (7,5 %) mais supérieure à celle de la France entière (9,7 %). Concernant le statut d'occupation de ces logements, 62,6 % des habitants de la commune sont propriétaires de leur logement (61,1 % en 2013), contre 67,1 % pour le Cher et 57,5 pour la France entière.
| Typologie                                               | Sancoins | Cher | France entière |
| ------------------------------------------------------- | -------- | ---- | -------------- |
| Résidences principales (en %)                           | 78,3     | 79,6 | 82,1           |
| Résidences secondaires et logements occasionnels (en %) | 5,5      | 7,5  | 9,7            |
| Logements vacants (en %)                                | 16,1     | 12,9 | 8,2            |

### Risques majeurs
Le territoire de la commune de Sancoins est vulnérable à différents aléas naturels : météorologiques (tempête, orage, neige, grand froid, canicule ou sécheresse), mouvements de terrains et séisme (sismicité faible). Il est également exposé à un risque technologique, le transport de matières dangereuses, et à un risque particulier : le risque de radon. Un site publié par le BRGM permet d'évaluer simplement et rapidement les risques d'un bien localisé soit par son adresse soit par le numéro de sa parcelle.

#### Risques naturels

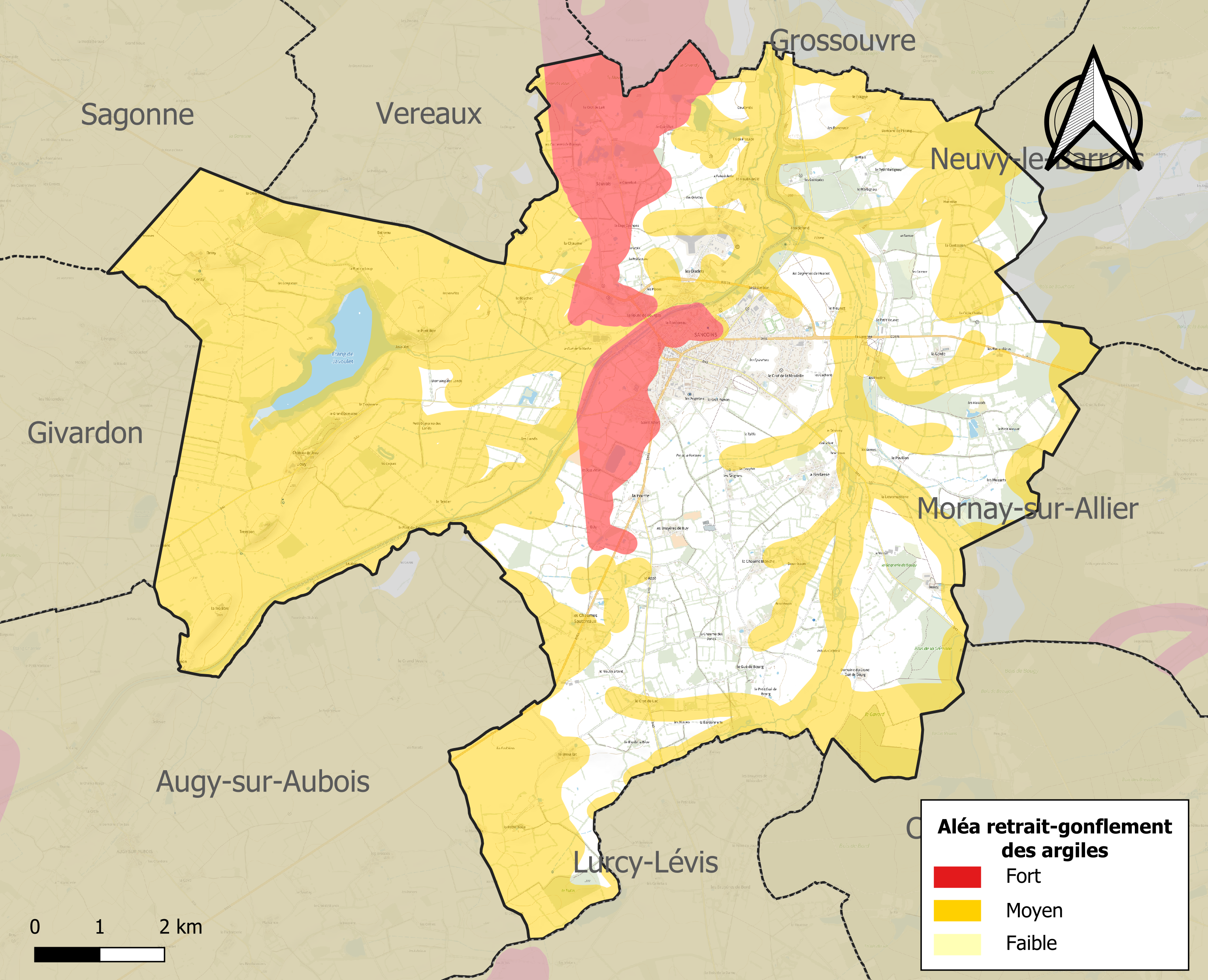
Carte des zones d'aléa retrait-gonflement des sols argileux de Sancoins.

La commune est vulnérable au risque de mouvements de terrains constitué principalement du retrait-gonflement des sols argileux. Cet aléa est susceptible d'engendrer des dommages importants aux bâtiments en cas d’alternance de périodes de sécheresse et de pluie. 66,5 % de la superficie communale est en aléa moyen ou fort (90 % au niveau départemental et 48,5 % au niveau national). Sur les 1 742 bâtiments dénombrés sur la commune en 2019, 585 sont en aléa moyen ou fort, soit 34 %, à comparer aux 83 % au niveau départemental et 54 % au niveau national. Une cartographie de l'exposition du territoire national au retrait gonflement des sols argileux est disponible sur le site du BRGM,.
Concernant les mouvements de terrains, la commune a été reconnue en état de catastrophe naturelle au titre des dommages causés par la sécheresse en 2018, 2019 et 2020 et par des mouvements de terrain en 1999.

#### Risques technologiques
Le risque de transport de matières dangereuses sur la commune est lié à sa traversée par des infrastructures routières ou ferroviaires importantes ou la présence d'une canalisation de transport d'hydrocarbures. Un accident se produisant sur de telles infrastructures est en effet susceptible d’avoir des effets graves au bâti ou aux personnes jusqu’à 350 m, selon la nature du matériau transporté. Des dispositions d’urbanisme peuvent être préconisées en conséquence.

#### Risque particulier
Dans plusieurs parties du territoire national, le radon, accumulé dans certains logements ou autres locaux, peut constituer une source significative d’exposition de la population aux rayonnements ionisants. Toutes les communes du département sont concernées par le risque radon à un niveau plus ou moins élevé. Selon la classification de 2018, la commune de Sancoins est classée en zone 2, à savoir zone à potentiel radon faible mais sur lesquelles des facteurs géologiques particuliers peuvent faciliter le transfert du radon vers les bâtiments.

## Toponymie
Bas latin Cenconio. Cingonius, nom de personne d’origine gauloise.[réf. nécessaire]

## Histoire
Sancoins est chef-lieu de son district de 1790 à 1795, regroupant les cantons de Dun-le-Roi, La Guerche-sur-l’Aubois, Nérondes, Ourouer-les-Bourdelins et Sancoins.
Au moment de l'effondrement de la république espagnole, qui provoque la Retirada, d’importantes arrivées de réfugiés espagnols ont lieu. Entre le 30 janvier et le 9 février 1939, 3 002 réfugiés espagnols fuyant devant les troupes de Franco, arrivent dans le Cher,. Ils sont acheminés en quatre convois à la gare de Bourges. L’atelier du carrossier Rétif, fermé depuis peu, fait partie des lieux choisis pour les héberger,.
Les réfugiés sont essentiellement des femmes et des enfants, sont soumis à une quarantaine stricte, du fait des risques d’épidémie. Le courrier est limité, le ravitaillement, s'il est peu varié et cuisiné à la française, est cependant assuré. Au printemps et à l'été, les réfugiés sont regroupés au camp de Châteaufer (commune de Bruère-Allichamps).

## Politique et administration

### Liste des maires
| Période                                  | Période                  | Identité             | Étiquette     | Qualité |
| ---------------------------------------- | ------------------------ | -------------------- | ------------- | --- |
| Les données manquantes sont à compléter. |                          |                      |               | |
| maire en 1834                            |                          | M. Germain           |               | Conseiller d'arrondissement                                                                                          |
| Les données manquantes sont à compléter. |                          |                      |               | |
| mars 1965                                | mars 1971                | Jean-Baptiste Touret | SFIO puis DVG | Conseiller général de Sancoins (1945-1961)                                                                           |
| mars 1971                                | mars 1989                | Pierre Caldi         | DVD           | Conseiller général de Sancoins (1983-2004)                                                                           |
| mars 1989                                | juin 1995                | Jean Sandrin         |               | |
| juin 1995                                | mars 2001                | Pierre Caldi         | DVD           | Conseiller général de Sancoins (1983 → 2004) Président de la CC Les Trois Provinces (? → 2006)                       |
| mars 2001                                | septembre 2012           | Raymond Jourdain     | UMP           | Démissionnaire |
| octobre 2012                             | En cours (au 16/12/2021) | Pierre Guiblin       | PS            | Ancien cadre Président de la CC Communauté de communes Les Trois Provinces (2020 → ) Réélu pour le mandat 2020-2026, |

## Démographie
| 1793  | 1800  | 1806  | 1821  | 1831  | 1836  | 1841  | 1846  | 1851  |
| ----- | ----- | ----- | ----- | ----- | ----- | ----- | ----- | ----- |
| 1 419 | 1 486 | 1 659 | 1 832 | 2 021 | 2 245 | 2 464 | 2 610 | 3 046 |

| 1856  | 1861  | 1866  | 1872  | 1876  | 1881  | 1886  | 1891  | 1896  |
| ----- | ----- | ----- | ----- | ----- | ----- | ----- | ----- | ----- |
| 2 917 | 3 133 | 3 450 | 3 833 | 4 001 | 4 484 | 4 706 | 4 865 | 4 808 |

| 1901  | 1906  | 1911  | 1921  | 1926  | 1931  | 1936  | 1946  | 1954  |
| ----- | ----- | ----- | ----- | ----- | ----- | ----- | ----- | ----- |
| 4 737 | 4 851 | 4 685 | 4 006 | 3 920 | 3 990 | 3 965 | 3 823 | 3 751 |

| 1962  | 1968  | 1975  | 1982  | 1990  | 1999  | 2005  | 2006  | 2010  |
| ----- | ----- | ----- | ----- | ----- | ----- | ----- | ----- | ----- |
| 3 529 | 3 502 | 3 556 | 3 667 | 3 634 | 3 562 | 3 269 | 3 240 | 3 309 |

| 2015  | 2020  | 2022  | - | - | - | - | - | - |
| ----- | ----- | ----- | - | - | - | - | - | - |
| 3 107 | 2 943 | 2 941 | - | - | - | - | - | - |

## Économie

### Agriculture
À Sancoins se tient chaque mercredi un grand marché au bétail, au Parc des Grivelles. Pendant très longtemps, il fut l'un des plus grands marchés de France. L'accordéoniste Serge Berry lui a dédié l'un de ses succès, « La foire à Sancoins ».

### Tourisme
Le GR 654, dont le tracé s'inspire de l'ancienne voie de Vézelay ou via Lemovicensis, passe à Sancoins ; il vient de Nevers et se dirige vers Saint-Amand-Montrond. S'en détache à Sancoins le GR 300 (chemin de Saint-Jacques en Bourbonnais), en direction de Clermont-Ferrand.

## Culture locale et patrimoine

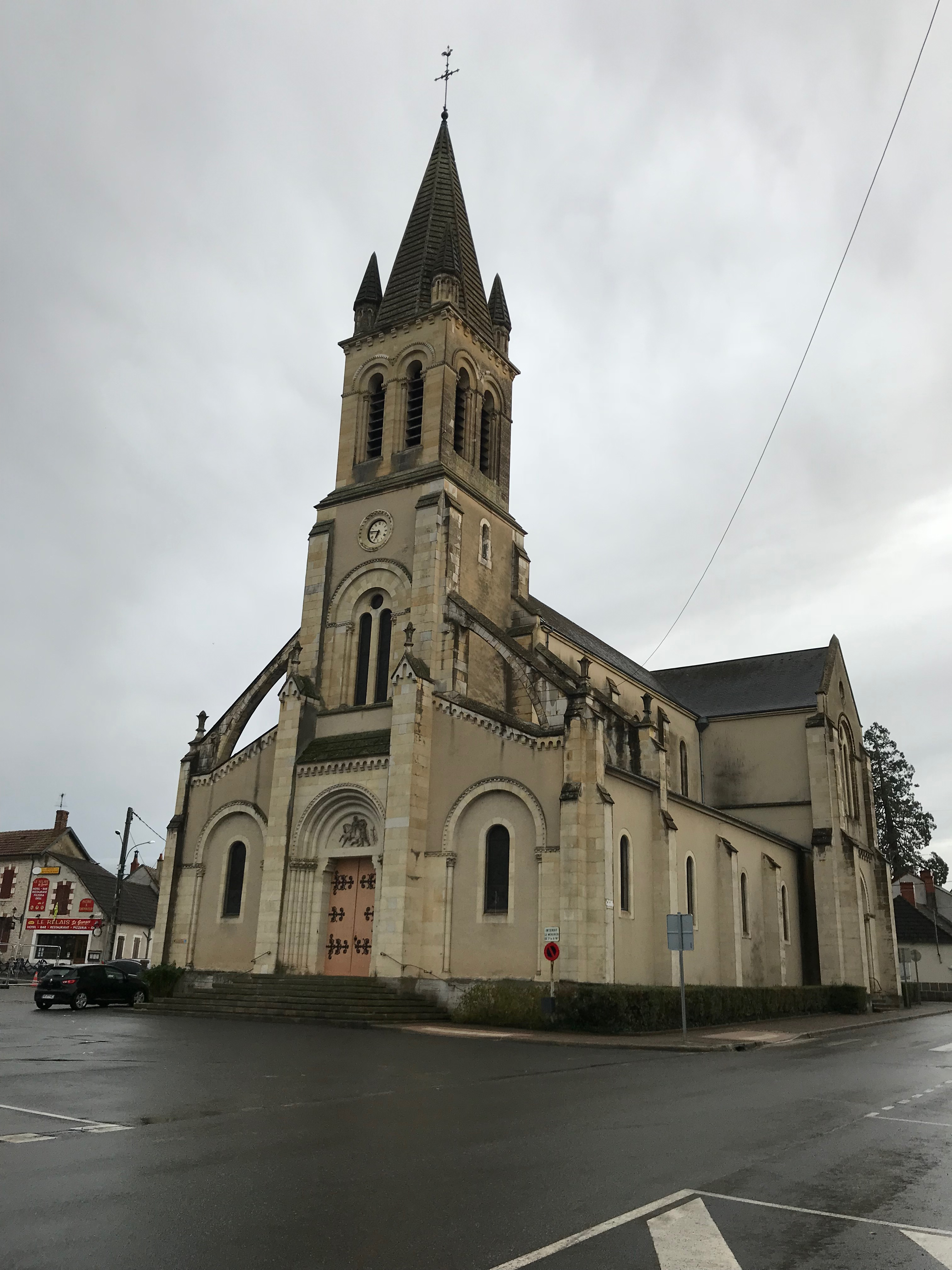
L'église Saint-Martin.

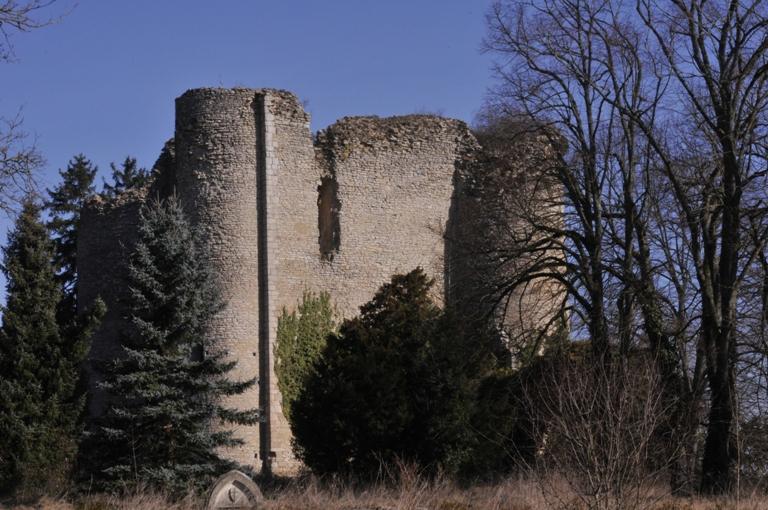
Le donjon de Jouy.

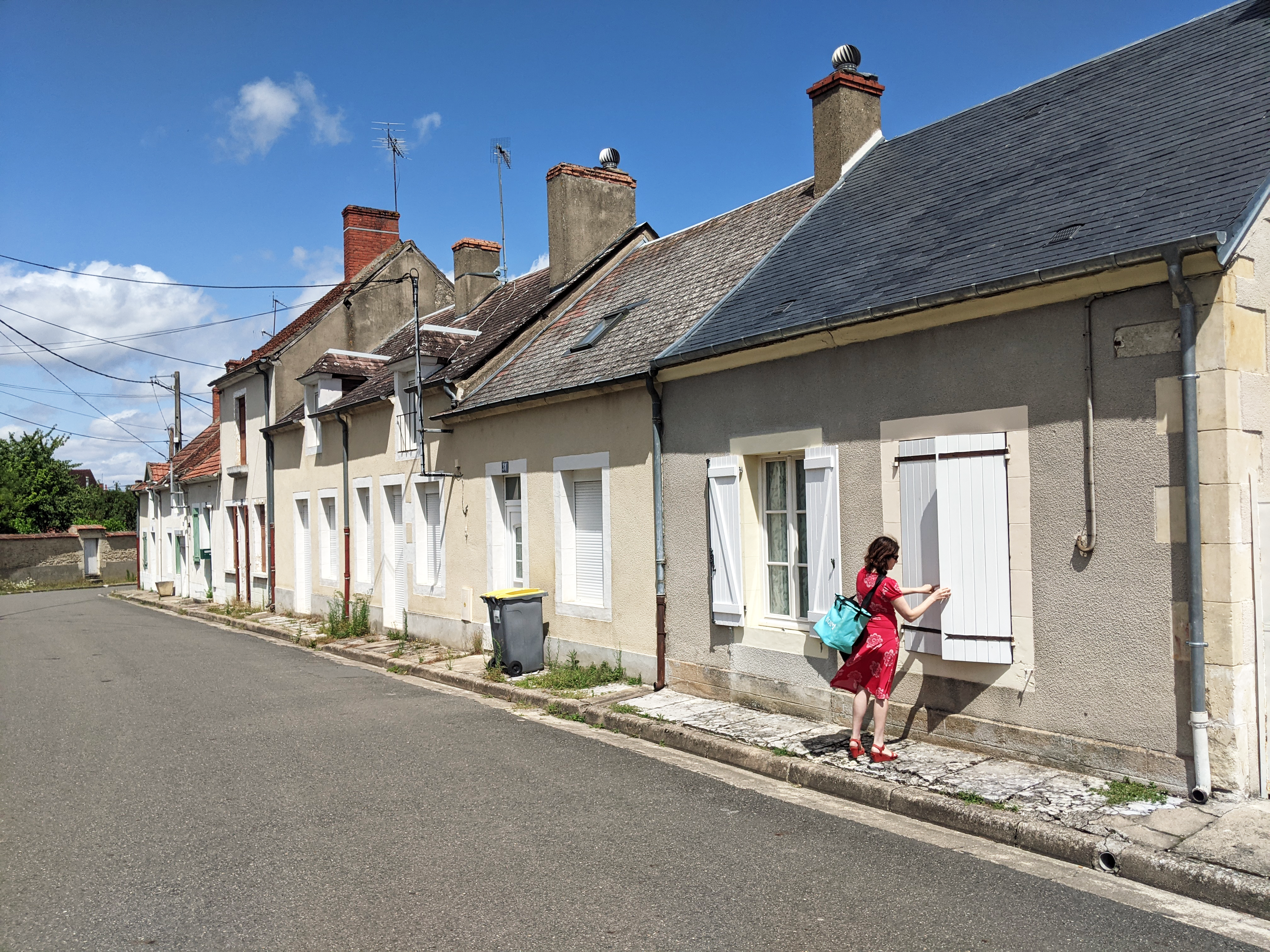
Vue sur la rue Jacques-Rétif.

### Lieux et monuments
- Église Saint-Martin.
- Donjon de Jouy, inscrit au titre des monuments historiques en 1926[32].
- Tour de Jeanne d'Arc, inscrite au titre des monuments historiques en 1928[33].
- Canal de Berry.
- Parc des Grivelles.
- Monument aux morts.

### Personnalités liées à la commune
- Charles Paultre (1809-1872), homme politique né à Sancoins, député de la Nièvre de 1871 à 1872.
- Gabriel Gravier (1827-1904), géographe, fondateur, président honoraire et secrétaire général de la Société normande de géographie, né à Sancoins.
- Vincent Amy, de son nom complet Vincent, Charles, Cyr Amy (1813 - 1886), né et décédé à Sancoins, notaire, maire et conseiller général de Sancoins en 1848. Député du Cher (1871-1876).
- Laurent Grillet (1850-1901), compositeur et chef d'orchestre né à Sancoins. Connu également comme vielleux, sa collection d'instruments à corde anciens est aujourd'hui conservée au musée de la Musique de Paris.
- Oscar Méténier (1859-1913), homme de théâtre, fondateur du Grand Guignol à Paris, auteur dramatique et romancier, né dans la commune.
- Jean Soulat (1852-1936), inventeur entrepreneur industriel, pionnier de l'électromécanique, il tient un atelier d'horlogerie à Sancoins de 1881 à 1896. Il élabore un compteur de temps du passage des courants électriques.
- Marguerite Audoux (1863-1937), romancière, connue pour son roman Marie-Claire, qui reçoit le prix Fémina en 1910, y est née.
- Hugues Lapaire (1869-1967), poète, romancier et conteur berrichon, né et mort dans la commune.
- Raymond Lainé (1902-1972), négociant et homme politique, député du Cher[34] (1956-1958), né et mort dans la commune.
- Serge Camaille (1957-), écrivain.[réf. nécessaire]
- Didier Le Pêcheur (1959), écrivain et réalisateur : son film Home Sweet Home a été tourné à Sancoins en novembre et décembre 2007.

### Héraldique
| Blason de Sancoins | Blason  | Parti : au 1er de gueules au château de deux tours, couvert d'argent, ouvert et ajouré du champ, au 2e d'azur à la fleur de lys d'or. |
| Blason de Sancoins | Détails | Le statut officiel du blason reste à déterminer.                                                                                      |

### Culture
- Cinémobile
- Musée et centre artistique Jean Baffier. Ce petit musée sancoinnais présente des sculptures de Jean Baffier et les œuvres de quelques gloires locales parmi lesquelles Marguerite Audoux et Hugues Lapaire. Ouverture le mercredi en été pendant la durée du marché et sur rendez-vous.